# 17627 Хамптідампті
17627 Хамптідампті (17627 Humptydumpty) — астероїд головного поясу, відкритий 27 січня 1996 року.
Тіссеранів параметр щодо Юпітера — 3,176.